# Alpenstraßen-AG
Die Alpenstraßen-AG, kurz ASG, war von 1993 bis 2005 die Nachfolge-Betreibergesellschaft der fusionierten Arlberg Straßentunnel AG und der Brenner Autobahn AG. Das Grundkapital der ASG betrug bei ihrer Gründung 43,6 Millionen Euro. Aktionäre waren die ASFINAG, das Land Tirol und Vorarlberg.
Hauptaufgabe der ASG war die Verwaltung der Brenner-Autobahn (A 13) und der Arlberg-Schnellstraße (S 16) sowie die Einhebung der Maut.